# Liste des œuvres d'art de Seine-et-Marne
Cet article vise à recenser les œuvres d'art dans l'espace public en Seine-et-Marne, en France.

## Liste
Les œuvres sont classées par ordre alphabétique de communes et, au sein de celles-ci, par ordre chronologique d'installation, dans la mesure des informations disponibles.

### Sculptures
| Œuvre                                              | Auteur                                                 | Commune                | Localisation                                               | Notes | Installation | Coordonnées                      | Illustration                                                                                       |
| -------------------------------------------------- | ------------------------------------------------------ | ---------------------- | ---------------------------------------------------------- | --- | ------------ | -------------------------------- | -------------------------------------------------------------------------------------------------- |
| Stèle de Théodore Rousseau et Jean-François Millet | Henri Chapu                                            | Barbizon               | Forêt de Fontainebleau                                     | | 1884         | 48° 26′ 30″ nord, 2° 36′ 45″ est | Image manquante                                                                                    |
| Buste de Charles-Olivier de Penne                  | Arthur Le Duc                                          | Bourron-Marlotte       | Rue du Général Leclerc                                     | Représente Charles-Olivier de Penne. | 1903         | à géolocaliser                   | Buste de Charles-Olivier de Penne« Monument à Olivier de Penne à Bourron-Marlotte », sur e-monumen |
| L'Axe de la terre                                  | Piotr Kowalski                                         | Champs-sur-Marne       | Rond-point Centre-de-la-Terre                              | | 1992         | 48° 50′ 25″ nord, 2° 35′ 04″ est | L'Axe de la terre                                                                                  |
| Esprit et Matière                                  | Pierre Fouesnant                                       | Champs-sur-Marne       | 12 rue Galilée                                             | | 2009         | 48° 50′ 12″ nord, 2° 35′ 32″ est | Image manquante                                                                                    |
| Statue de Jehan de Chelles                         | À déterminer                                           | Chelles                | Dans le parc du Souvenir Émile Fouchard                    | Représente Jehan de Chelles. | À déterminer | 48° 52′ 38″ nord, 2° 35′ 25″ est | Statue de Jehan de Chelles                                                                         |
| Jardin de sculptures de la Dhuys                   | Jacques Servières                                      | Chessy                 | À déterminer                                               | | 1987         | 48° 52′ 58″ nord, 2° 45′ 36″ est | Jardin de sculptures de la Dhuys                                                                   |
| Dragon                                             | Gilles Pennaneac'h                                     | Claye-Souilly          | Rond-point de la Rosée                                     | | 2008         | 48° 57′ 15″ nord, 2° 39′ 57″ est | Image manquante                                                                                    |
| Cléopâtre                                          | À déterminer                                           | Coulommiers            | Dans le parc des Capucins                                  | | À déterminer | à géolocaliser                   | Cléopâtre                                                                                          |
| Buste d'Abel Leblanc                               | À déterminer                                           | Coulommiers            | Dans le parc des Capucins                                  | | À déterminer | à géolocaliser                   | Buste d'Abel Leblanc                                                                               |
| L'Oiseleur                                         | À déterminer                                           | Coulommiers            | Dans le parc des Capucins                                  | | À déterminer | à géolocaliser                   | Image manquante                                                                                    |
| L'Europe                                           | Bernard Vié                                            | Émerainville           | Sur la place de l'Europe                                   | | À déterminer | 48° 48′ 42″ nord, 2° 37′ 20″ est | L'Europe                                                                                           |
| Buste d'Ernest Stanislas Berthault                 | Emmanuel Fontaine                                      | Esbly                  | Sur la place de l'Église                                   | | 1899         | 48° 54′ 05″ nord, 2° 48′ 52″ est | Buste d'Ernest Stanislas Berthault                                                                 |
| Médaillon de Charles Colinet,                      | Léo Gausson                                            | Fontainebleau          | Forêt de Fontainebleau, dans la grotte Colinet             | Représente Charles Colinet. | 1900         | à géolocaliser                   | Image manquante                                                                                    |
| Monument à Georges Mandel                          | François Cogné (sculpteur), Charles Nicod (architecte) | Fontainebleau          | Forêt de Fontainebleau, au bord de la RD 607               | | 1946         | 48° 22′ 51″ nord, 2° 41′ 12″ est | Monument à Georges Mandel                                                                          |
| Buste d'Alexandre-Gabriel Decamps                  | Albert-Ernest Carrier-Belleuse                         | Fontainebleau          | Sur la place Decamps                                       | Représente Alexandre-Gabriel Decamps. | 1862         | 48° 24′ 27″ nord, 2° 41′ 44″ est | Buste d'Alexandre-Gabriel Decamps                                                                  |
| Stèle de Louis-Alexandre Foucher de Careil         | Ernest Henri Dubois                                    | Fontainebleau          | Forêt de Fontainebleau (point de vue de la reine Amélie)   | | 1907         | à géolocaliser                   | Image manquante                                                                                    |
| Stèle de Paul Merwart                              | Ernest Henri Dubois                                    | Fontainebleau          | Forêt de Fontainebleau (caverne d'Augas)                   | | À déterminer | à géolocaliser                   | Image manquante                                                                                    |
| Némorosa, reine des bois                           | Antony-Samuel Adam-Salomon                             | Fontainebleau          | À déterminer                                               | | 1848         | à géolocaliser                   | Image manquante                                                                                    |
| Ulysse                                             | Pierre Petitot                                         | Fontainebleau          | Château de Fontainebleau, dans la cour de la Fontaine      | Représente Ulysse. | 1824         | 48° 24′ 05″ nord, 2° 42′ 00″ est | Ulysse                                                                                             |
| Clément Ader                                       | Thierry Aniès                                          | Gretz-Armainvilliers   | À déterminer                                               | | À déterminer | 48° 44′ 30″ nord, 2° 43′ 53″ est | Image manquante                                                                                    |
| Buste d'Augustin Duburcq                           | À déterminer                                           | La Ferté-sous-Jouarre  | 15 quai André-Planson                                      | L'original réalisé en bronze par Albert Roze est fondu sous le régime de Vichy, dans le cadre de la mobilisation des métaux non ferreux. | 2007         | 48° 56′ 56″ nord, 3° 07′ 58″ est | Buste d'Augustin Duburcq                                                                           |
| Jeanne d'Arc                                       | Armand Roblot                                          | Lagny-sur-Marne        | Dans le square Jeanne-d'Arc                                | | À déterminer | 48° 52′ 39″ nord, 2° 42′ 24″ est | Jeanne d'Arc                                                                                       |
| Urbanité                                           | Fernando Costa                                         | Lagny-sur-Marne        | Parking des Tanneurs                                       | | À déterminer | 48° 52′ 45″ nord, 2° 42′ 10″ est | Image manquante                                                                                    |
| Sans titre                                         | Christophe Cuzin                                       | Lognes                 | Église Saint-Martin                                        | | 1998         | 48° 50′ 07″ nord, 2° 37′ 40″ est | Sans titre                                                                                         |
| Statue de Joseph Gallieni                          | Eugène Bénet                                           | Meaux                  | Dans le parc du musée de la Grande Guerre du pays de Meaux | Érigé le long de la route nationale à Trilbardou. | 2015         | 48° 58′ 15″ nord, 2° 54′ 18″ est | Statue de Joseph Gallieni                                                                          |
| Monument à Henri Moissan                           | Naoum Aronson                                          | Meaux                  | Sur la place Henri-Moissan                                 | Représente Henri Moissan. | À déterminer | 48° 57′ 32″ nord, 2° 52′ 42″ est | Monument à Henri Moissan                                                                           |
| Allégorie féminine                                 | À déterminer                                           | Melun                  | Dans le jardin de la préfecture                            | | À déterminer | à géolocaliser                   | Image manquante                                                                                    |
| Hommage à Jacques Amyot                            | Libor David                                            | Melun                  | Sur la place Jacques-Amyot                                 | | À déterminer | 48° 32′ 19″ nord, 2° 39′ 29″ est | Image manquante                                                                                    |
| Bacchus,                                           | Jean-Baptiste Foggin d'après Michel-Ange               | Melun                  | Dans le jardin de la préfecture                            | Œuvre réalisée en 1687. Classé MH (1977). | 1951         | à géolocaliser                   | Image manquante                                                                                    |
| Statues d'Héloïse et d'Abélard                     | Michel Levy                                            | Melun                  | Médiathèque Astrolabe                                      | Représentent Héloïse et Pierre Abélard. | À déterminer | 48° 32′ 14″ nord, 2° 39′ 18″ est | Héloïse et Abélard                                                                                 |
| L'Hiver                                            | À déterminer                                           | Melun                  | Dans le jardin de la préfecture                            | Œuvre réalisée au XVIIe siècle. Classé MH (1977). | À déterminer | à géolocaliser                   | Image manquante                                                                                    |
| Jeanne d'Arc écoutant ses voix                     | Henri Chapu                                            | Melun                  | Sur la place Chapu                                         | Réplique de la statue originale, conservée au musée d'Orsay. | 1930         | 48° 32′ 00″ nord, 2° 39′ 31″ est | Image manquante                                                                                    |
| Monument à Gabriel Leroy                           | Émile Gaulard                                          | Melun                  | 16 rue Paul-Doumer , Jardin de l'hôtel de ville            | Buste fondu en 1943. Ne subsiste que le socle en marbre. | 1909         | 48° 32′ 25″ nord, 2° 39′ 39″ est | Image manquante                                                                                    |
| La Petite Source                                   | Gérard Ramon                                           | Melun                  | Rue René-Pouteau                                           | | À déterminer | 48° 32′ 19″ nord, 2° 39′ 37″ est | Image manquante                                                                                    |
| La Pureté                                          | À déterminer                                           | Melun                  | Dans le jardin de la préfecture                            | Œuvre réalisée au XVIIe siècle. Classé MH (1977). | À déterminer | à géolocaliser                   | Image manquante                                                                                    |
| Un homme et son fils à cheval                      | Frédéric Jager                                         | Melun                  | Avenue Georges-Pompidou                                    | | 2014         | 48° 33′ 08″ nord, 2° 38′ 57″ est | Image manquante                                                                                    |
| Statue équestre de Napoléon Ier                    | Charles-Pierre-Victor Pajol                            | Montereau-Fault-Yonne  | À déterminer                                               | Représente Napoléon Ier. | À déterminer | 48° 23′ 18″ nord, 2° 57′ 34″ est | Statue équestre de Napoléon                                                                        |
| Monument à Alfred Sisley                           | Eugène Thivier                                         | Moret-Loing-et-Orvanne | Moret-sur-Loing, sur la place de Samois                    | Représente Alfred Sisley. | 1911         | 48° 22′ 26″ nord, 2° 48′ 53″ est | Monument à Alfred Sisley                                                                           |
| Deux cônes pour deux sphères                       | Pol Bury                                               | Noisiel                | Lycée René-Cassin                                          | | 1981         | 48° 50′ 27″ nord, 2° 36′ 58″ est | Image manquante                                                                                    |
| Flûtiste                                           | Bernard Vié                                            | Noisiel                | Sur la place Gaston-Defferre                               | | À déterminer | 48° 50′ 37″ nord, 2° 36′ 54″ est | Image manquante                                                                                    |
| Wall Drawings                                      | Sol LeWitt                                             | Noisiel                | La Ferme du Buisson                                        | | 1991         | 48° 50′ 38″ nord, 2° 37′ 28″ est | Image manquante                                                                                    |
| Buste d'Edmond Nocard                              | Alfred Boucher                                         | Provins                | Dans le jardin Victor-Garnier                              | | 1914         | 48° 33′ 46″ nord, 3° 17′ 49″ est | Image manquante                                                                                    |
| Sans titre                                         | Georges Jeanclos                                       | Provins                | Église Saint-Ayoul                                         | | 1990         | 48° 33′ 36″ nord, 3° 17′ 57″ est | Sans titre                                                                                         |
| Monument à Hégésippe Moreau,                       | Laure Coutan                                           | Provins                | Dans le jardin Victor-Garnier                              | L'original est érigé en 1910 sur la tombe d'Hégésippe Moreau au cimetière du Père-Lachaise. L'allégorie représente la Voulzie. Le buste est fondu en 1942, dans le cadre de la mobilisation des métaux non ferreux. Le piédestal est resté vide. | 1914         | 48° 33′ 45″ nord, 3° 17′ 48″ est | Image manquante                                                                                    |
| Buste de Victor Garnier                            | André Paul Arthur Massoulle                            | Provins                | Dans le jardin Victor-Garnier                              | | 1880         | 48° 33′ 45″ nord, 3° 17′ 48″ est | Buste de Victor Garnier                                                                            |
| La République                                      | À déterminer                                           | Rozay-en-Brie          | Boulevard Victor-Hugo                                      | | À déterminer | 48° 41′ 07″ nord, 2° 57′ 32″ est | Image manquante                                                                                    |
| Comme un puits sans fin                            | Daniel Pontoreau                                       | Savigny-le-Temple      | Écomusée                                                   | | 1984         | 48° 34′ 27″ nord, 2° 34′ 57″ est | Image manquante                                                                                    |
| Sans titre                                         | Philippe Lang                                          | Savigny-le-Temple      | Hôtel de ville                                             | | 1985         | 48° 35′ 45″ nord, 2° 34′ 49″ est | Image manquante                                                                                    |
| Chemin d'eau                                       | Vincent Barré                                          | Torcy                  | Sous-préfecture                                            | | 2005         | 48° 50′ 20″ nord, 2° 39′ 05″ est | Image manquante                                                                                    |
| Sans titre                                         | Piotr Kowalski                                         | Torcy                  | Cours de l'Arche-Guédon                                    | | À déterminer | à géolocaliser                   | Image manquante                                                                                    |
| Mignonne allons voir                               | France Siptrott, Hughes Siptrott                       | Villiers-sous-Grez     | Autoroute A6 (aire de Villiers)                            | | 1989         | 48° 18′ 33″ nord, 2° 38′ 12″ est | Image manquante                                                                                    |
| Monument à Amédée Servin — Fontaine Servin         | Alexandre Falguière                                    | Villiers-sur-Morin     | Rue de Paris                                               | | 1887         | 48° 51′ 40″ nord, 2° 52′ 53″ est | Image manquante                                                                                    |

### Monuments aux morts
| Œuvre                                         | Auteur                                 | Commune           | Localisation                                                                             | Notes | Installation | Coordonnées                      | Illustration                        |
| --------------------------------------------- | -------------------------------------- | ----------------- | ---------------------------------------------------------------------------------------- | ----- | ------------ | -------------------------------- | ----------------------------------- |
| La Victoire en chantant (monument aux morts), | Copie d'après Charles Édouard Richefeu | Brie-Comte-Robert | Sur la place de Verdun, au bord de la RD 216                                             |       | À déterminer | 48° 41′ 49″ nord, 2° 36′ 52″ est | Image manquante                     |
| La Victoire en chantant (monument aux morts)  | Copie d'après Charles Édouard Richefeu | Cesson            | Devant la mairie                                                                         |       | 1922         | 48° 33′ 47″ nord, 2° 36′ 10″ est | Monument aux morts de Cesson        |
| Poilu au repos (monument aux morts)           | Copie d'après Étienne Camus            | Diant             | Devant la mairie                                                                         |       | À déterminer | à géolocaliser                   | Poilu au repos (monument aux morts) |
| Poilu au repos (monument aux morts)           | Copie d'après Étienne Camus            | Féricy            | Sur la place du général de Gaulle                                                        |       | 1922         | 48° 27′ 31″ nord, 2° 48′ 02″ est | Monument aux morts de Féricy        |
| Poilu au repos (monument aux morts)           | Copie d'après Étienne Camus            | Lescherolles      | Intersection de la rue notre dame (RD 60) et de la rue du Franchin, en face de la mairie |       | À déterminer | 48° 45′ 43″ nord, 3° 20′ 44″ est | Image manquante                     |
| Poilu au repos (monument aux morts)           | Copie d'après Étienne Camus            | Nandy             | Sur la place de la mairie                                                                |       | À déterminer | à géolocaliser                   | Image manquante                     |
| Poilu au repos (monument aux morts)           | Copie d'après Étienne Camus            | Pringy            | À déterminer                                                                             |       | À déterminer | à géolocaliser                   | Poilu au repos (monument aux morts) |
| Poilu au repos (monument aux morts)           | Copie d'après Étienne Camus            | Sablonnières      | À déterminer                                                                             |       | À déterminer | à géolocaliser                   | Image manquante                     |
| Poilu au repos (monument aux morts)           | Copie d'après Étienne Camus            | Ussy-sur-Marne    | À déterminer                                                                             |       | 1923         | à géolocaliser                   | Image manquante                     |

### Fontaines
| Œuvre | Auteur | Commune | Localisation | Notes | Installation | Coordonnées | Illustration |
| ----- | ------ | ------- | ------------ | ----- | ------------ | ----------- | ------------ |

### Œuvres disparues ou retirées
| Œuvre                                         | Auteur                                | Commune         | Localisation                                             | Notes | Installation | Coordonnées                      | Illustration            |
| --------------------------------------------- | ------------------------------------- | --------------- | -------------------------------------------------------- | --- | ------------ | -------------------------------- | ----------------------- |
| Buste de Nicolas Michel Foix                  | Alexandre-Mathurin Pêche              | Chaumes-en-Brie | Dans le square Foix                                      | Fondu sous le régime de Vichy, dans le cadre de la mobilisation des métaux non ferreux.                                                                            | 1913         | à géolocaliser                   | Image manquante         |
| Statue de René Quinton,                       | Paul Dardé                            | Chaumes-en-Brie | Champ de foire                                           | Représentait René Quinton. Fondue sous le régime de Vichy, dans le cadre de la mobilisation des métaux non ferreux. Le piédestal est resté vide.                   | 1931         | à géolocaliser                   | Image manquante         |
| Statue du général Nicolas Joseph Beaurepaire, | Maximilien Louis Bourgeois            | Coulommiers     | Sur la place Beaurepaire                                 | Représentait Nicolas Joseph Beaurepaire. Fondue sous le régime de Vichy, dans le cadre de la mobilisation des métaux non ferreux.                                  | 1884         | à géolocaliser                   | Image manquante         |
| Buste de Sadi Carnot,                         | Émile Peynot                          | Fontainebleau   | Sur la place Carnot                                      | Représentait Sadi Carnot. Fondu sous le régime de Vichy, dans le cadre de la mobilisation des métaux non ferreux.                                                  | 1895         | 48° 24′ 16″ nord, 2° 42′ 03″ est | Image manquante         |
| Monument à Rosa Bonheur,                      | Isidore Bonheur                       | Fontainebleau   | Sur la place Denecourt                                   | Représentait Rosa Bonheur. Le taureau est fondu sous le régime de Vichy, dans le cadre de la mobilisation des métaux non ferreux.                                  | 1901         | 48° 24′ 14″ nord, 2° 41′ 58″ est | Monument à Rosa Bonheur |
| Statue du général Édouard Damesme,            | Eugène Godin                          | Fontainebleau   | Sur la place Damesme                                     | Représentait Édouard Damesme. Érigée en 1851 sur la place Centrale. Fondue sous le régime de Vichy, dans le cadre de la mobilisation des métaux non ferreux.       | 1941         | 48° 24′ 38″ nord, 2° 42′ 05″ est | Image manquante         |
| Statue du général Noël Raoult,                | Jean-Paul Aubé                        | Meaux           | Sur la place Henri IV                                    | Représentait Noël Raoult. Fondue sous le régime de Vichy, dans le cadre de la mobilisation des métaux non ferreux.                                                 | 1891         | à géolocaliser                   | Image manquante         |
| Buste de Louis Geoffroy,                      | Alphonse Emmanuel de Moncel de Perrin | Meaux           | Dans le jardin des Trinitaires                           | Représentait Louis Geoffroy. Fondu sous le régime de Vichy, dans le cadre de la mobilisation des métaux non ferreux. Le piédestal resté vide est détruit[Quand ?]. | À déterminer | à géolocaliser                   | Image manquante         |
| Buste de Louis Pasteur,                       | André d'Houdain                       | Melun           | Boulevard Victor-Hugo, renommé quai Pasteur par la suite | Représentait Louis Pasteur. Fondu sous le régime de Vichy, dans le cadre de la mobilisation des métaux non ferreux.                                                | 1897         | à géolocaliser                   | Image manquante         |
| Buste de Gabriel Leroy,                       | Émile Félix Gaulard                   | Melun           | Dans le jardin de l'hôtel de ville                       | Fondu sous le régime de Vichy, dans le cadre de la mobilisation des métaux non ferreux. Le piédestal est resté vide.                                               | 1909         | à géolocaliser                   | Image manquante         |
| Buste de la République,                       | René Carillon                         | Mitry-Mory      | À déterminer                                             | Fondu sous le régime de Vichy, dans le cadre de la mobilisation des métaux non ferreux. Le piédestal resté vide est retiré en 1947.                                | 1903         | à géolocaliser                   | Image manquante         |